# Зоріле (Джурджу)
Зоріле (рум. Zorile) — село у повіті Джурджу в Румунії. Входить до складу комуни Гредінарі.
Село розташоване на відстані 24 км на захід від Бухареста, 54 км на північ від Джурджу, 142 км на південь від Брашова.

## Населення
За даними перепису населення 2002 року у селі проживали 1096 осіб, з них 1092 особи (99,6%) румунів. Рідною мовою 1094 особи (99,8%) назвали румунську.